# The Hangover Part III
The Hangover Part III (alias The Hangover 3) is een Amerikaanse speelfilm uit 2013. Het is het vervolg op de in 2011 uitgekomen The Hangover Part II en het in 2009 uitgekomen The Hangover. De film werd uitgegeven door Warner Bros.
De film verscheen op 29 mei 2013 in de Belgische en op 30 mei in de Nederlandse bioscopen.

## Rolverdeling
| Acteur             | Personage               |
| ------------------ | ----------------------- |
| Bradley Cooper     | Phil Wenneck            |
| Ed Helms           | Dr. Stuart "Stu" Price  |
| Zach Galifianakis  | Alan Garner             |
| Justin Bartha      | Doug Billings           |
| Ken Jeong          | Leslie Chow             |
| John Goodman       | Marshall                |
| Heather Graham     | Jade                    |
| Mike Epps          | Black Doug              |
| Melissa McCarthy   | Cassie                  |
| Jeffrey Tambor     | Sid Garner              |
| Sasha Barrese      | Tracy Billings          |
| Jamie Chung        | Lauren Price            |
| Crystal the Monkey | Het drugsdealende aapje |